# Дракулине невесте
Дракулине невесте (енгл. The Brides of Dracula) је британски хорор филм из 1960. године, режисера Теренса Фишера, директан наставак филма Дракулин хорор и други у Хамеровом серијалу филмова о грофу Дракули. Питер Кушинг се вратио у улогу професора Абрахама ван Хелсинга, који се у овом делу суочава са Дракулиним присталицама који покушавају да прошире његов вампиризам и после његове смрти на крају претходног дела.
Ово је једини филм у Хамеровом серијалу у коме се Дракула не појављује. Споменут је само два пута, једном у прологу и једном га спомиње Ван Хелсинг. 
И поред Лијевог изостанка, филм је остварио велики успех, поготово по оценама критичара, те представља успешан наставак. Многи га сматрају и једним од најбољих Хамерових филмова.

## Радња
Трансилванија, земља мрачне шуме, застрашујућих планина и црних мутних језера. С друге стране, ђавоља магија деветнаестог века долази до свог краја. Гроф Дракула, монарх свих вампира, је мртав. Али његове присталице живе у жељи да прошире култ и заразе свет...
Девојка по имену Маријана Данијела, ослободи барона Мејнстера у незнању да је он годинама раније заражен вампиризмом од Дракуле. Тада започиње нови терор за становнике Трансилваније. У помоћ им пристиже професор Абрахам ван Хелсинг, који је, након што је неколико година раније уништио Дракулу, одлучан да оконча и његов вампиризам.
У коначном обрачуну са бароном Мејнстером Ван Хелсинг бива уједен, али успева да се излечи од вампиризма каутеризацијом и испирањем ране светом водицом. Ван Хелсинг потом искористи преосталу свету водицу да попрска Мејнстера истом, који због тога добија озбиљне опекотине и покуша да побегне. Ван Хелсинг га докрајчи тако што помери крила воденице, тако да њихова сенка формира један велики крст. Сенка пада на Мејнстера који умире од излагања светом симболу.

## Улоге
| Глумац        | Улога                        |
| ------------- | ---------------------------- |
| Питер Кушинг  | проф. др Абрахам ван Хелсинг |
| Марита Хант   | бароница Мејнстер            |
| Ивон Монлаур  | Маријана Данијела            |
| Фреда Џексон  | Грета                        |
| Дејвид Пил    | барон Мејнстер               |
| Мајлс Малесон | доктор Тоблер                |
| Хенри Оскар   | гдин Ланг                    |
| Мона Вешборн  | гђа Ланг                     |
| Андре Мели    | Гина                         |
| Виктор Брукс  | Ханс                         |
| Фред Џонсон   | свештеник                    |
| Мајкл Рипер   | кочијаш                      |